# Wielogłowy (województwo pomorskie)
Wielogłowy (kaszb. Wieległowë, niem. Vilgelow) – osada w Polsce położona w województwie pomorskim, w powiecie słupskim, w gminie Damnica. Miejscowość leży nad strugą Glaźną, która wypływa z jednego ze stawów na jej terenie.

## Nazwa
Nazwa, wzmiankowana po raz pierwszy w formie Vilgelow w 1628 ma pochodzenie słowiańskie i charakter rodowy. Jest wyprowadzona od przezwiskowej zbiorowej nazwy osobowej Wieległowy. Niemiecka nazwa Vilgelow jest adaptacją fonetyczną pierwotnej nazwy słowiańskiej. Polska nazwa Wielogłowy w miejscu oczekiwanej *Wieległowy powstała w wyniku błędnego zrekonstruowania jej przez KUNM.
Rada Języka Kaszubskiego proponuje kaszubską formę nazwy Wieległowë.

## Historia
W Wielogłowach znajduje się pałac Kellermannów z 1887, piętrowy o białych i żółtych elewacjach z czterokondygnacyjną boczną wieżą, w otoczeniu park i pozostałości zabudowy folwarcznej.
W latach 1975–1998 miejscowość należała administracyjnie do województwa słupskiego.
Planowana jest budowa świetlicy, ścieżki rowerowej oraz chodnika prowadzącego do głównej drogi.

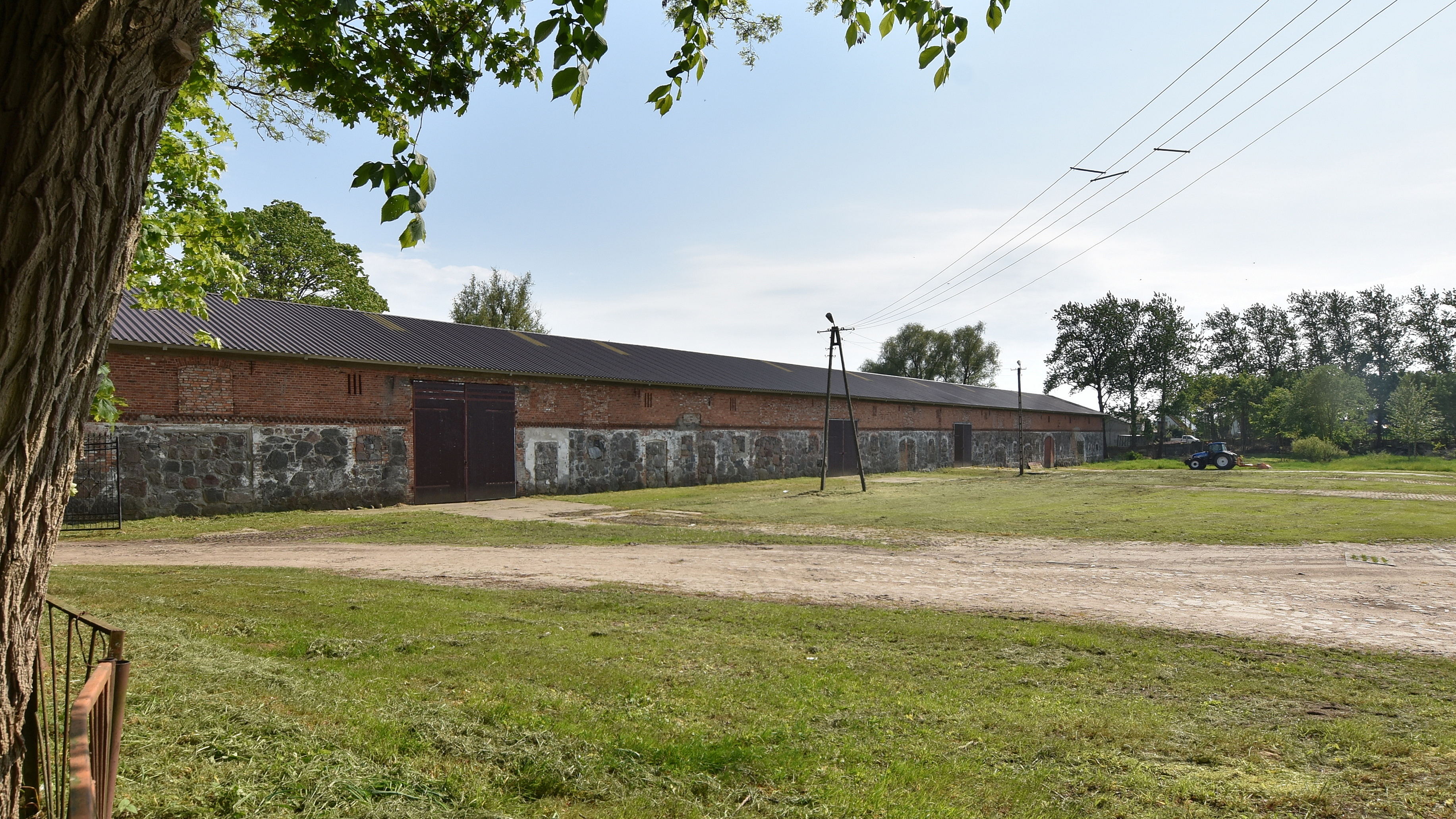
Zabudowa folwarczna
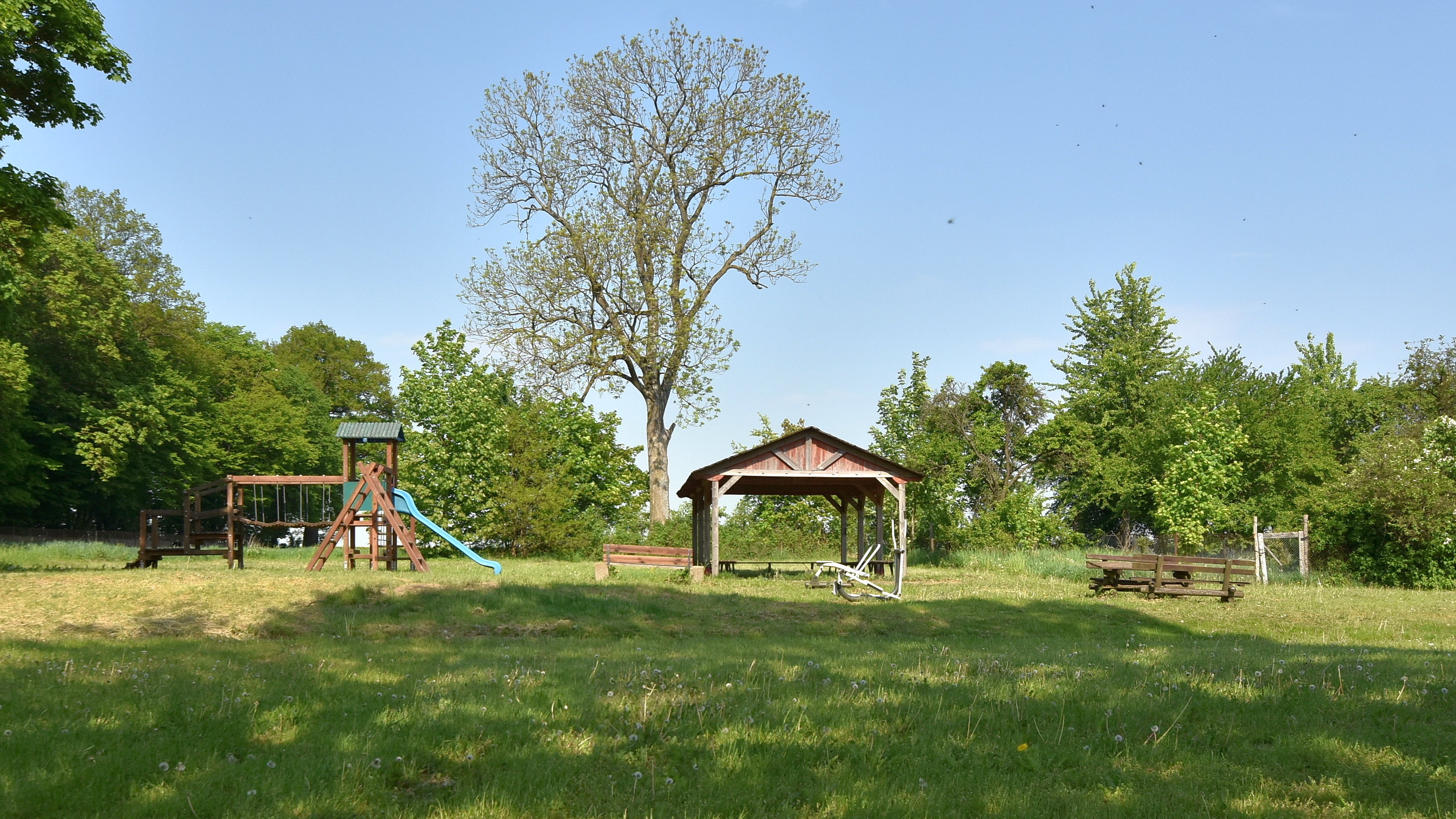
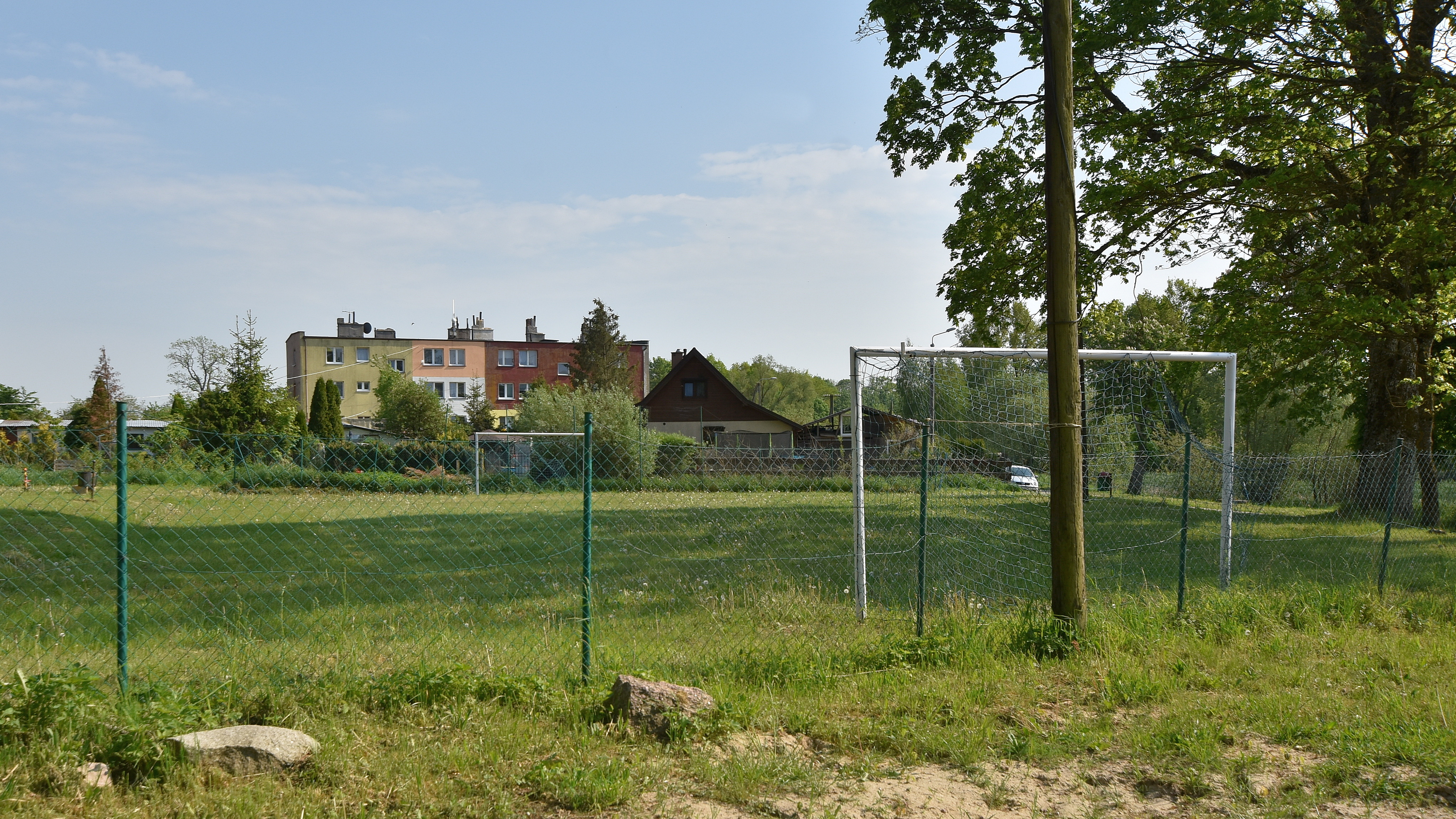

## Transport
Miejscowość leży przy drodze krajowej nr 6. Autobusy komunikacji zbiorowej, obsługiwane przez PKS Słupsk, zatrzymują się na przystanku Wielogłowy, skrzyżowanie, zlokalizowanym przy drodze krajowej, w pewnym oddaleniu od zabudowań.